# Автошлях Т 0415
Автошля́х Т 0415 — автомобільний шлях територіального значення у Дніпропетровській області. Пролягає територією Верхньодніпровського та П'ятихатського районів через Верхньодніпровськ — Вільногірськ — перетин із E50. Загальна довжина — 43,1 км.

## Маршрут
Автошлях проходить через такі населені пункти:
| Автошлях Т 0415           |                   |
| Дніпропетровська область  |                   |
| Верхньодніпровський район |                   |
| Верхньодніпровськ         |                   |
| Пушкарівка                | Н08               |
| Томаківка                 |                   |
| Водяне                    |                   |
| Діденкове                 |                   |
| Солов'ївка                |                   |
| Вільні Хутори             |                   |
| Вільногірськ              | Т 0423            |
| Посуньки                  |                   |
| П'ятихатський район       |                   |
| Долинське                 |                   |
| Тернувате                 |                   |
|                           | перетин із E50М30 |